# Чабан, Фёдор Игнатьевич
Чабан Фёдор Игнатьевич (1929—2007) — шахтёр очистного забоя шахты имени XXI съезда КПСС комбината «Красноармейскуголь», Белицкое, Донецкая область, Украинская ССР. Герой Социалистического Труда (1971).

## Биография
Фёдор Игнатьевич Чабан родился 10 марта 1929 года в Черкасской области, Украинская ССР.
Работал горноорабочим на шахте имени XXI съезда КПСС комбината "Красноармейскуголь"в посёлке (город с 1996 года) Белицкое Донецкой области.
В 1966 году для освоения механизированного комплекса КМ-87 была организована комплексная бригада, которую возглавил Фёдор Игнатьевич Чабан, под руководством которого среднесуточная нагрузка на лаву была увеличена с 1060 тонн до 1400 тонн в сутки, производительность труда была увеличена в 1,7 раза и доведена в 1970 году до 549 тонн в месяц.
30 марта 1971 года указом Президиума Верховного Совета СССР за выдающиеся успехи, достигнутые в выполнении заданий пятилетнего плана по развитию угольной и сланцевой добычи и достижении высоких технико-экономических показателей Чабану Фёдору Игнатьевичу было присвоено звание Героя Социалистического Труда с вручением Ордена Ленина и золотой медали «Серп и Молот».
Проживал в городе Белицкое Донецкой области (Украина), умер в 2007 году.

## Награды и почётные звания
- Звание Герой Социалистического Труда (30 марта 1971);
- Медаль «Серп и Молот» (30 марта 1971) — № 18246;
- Орден Ленина (30 марта 1971) — № 395155;
- Орден Октябрьской революции (19 февраля 1974 года);
- Знак «Шахтёрская слава»;
- Почётный шахтёр СССР;
- медали.